# Honda (arma)

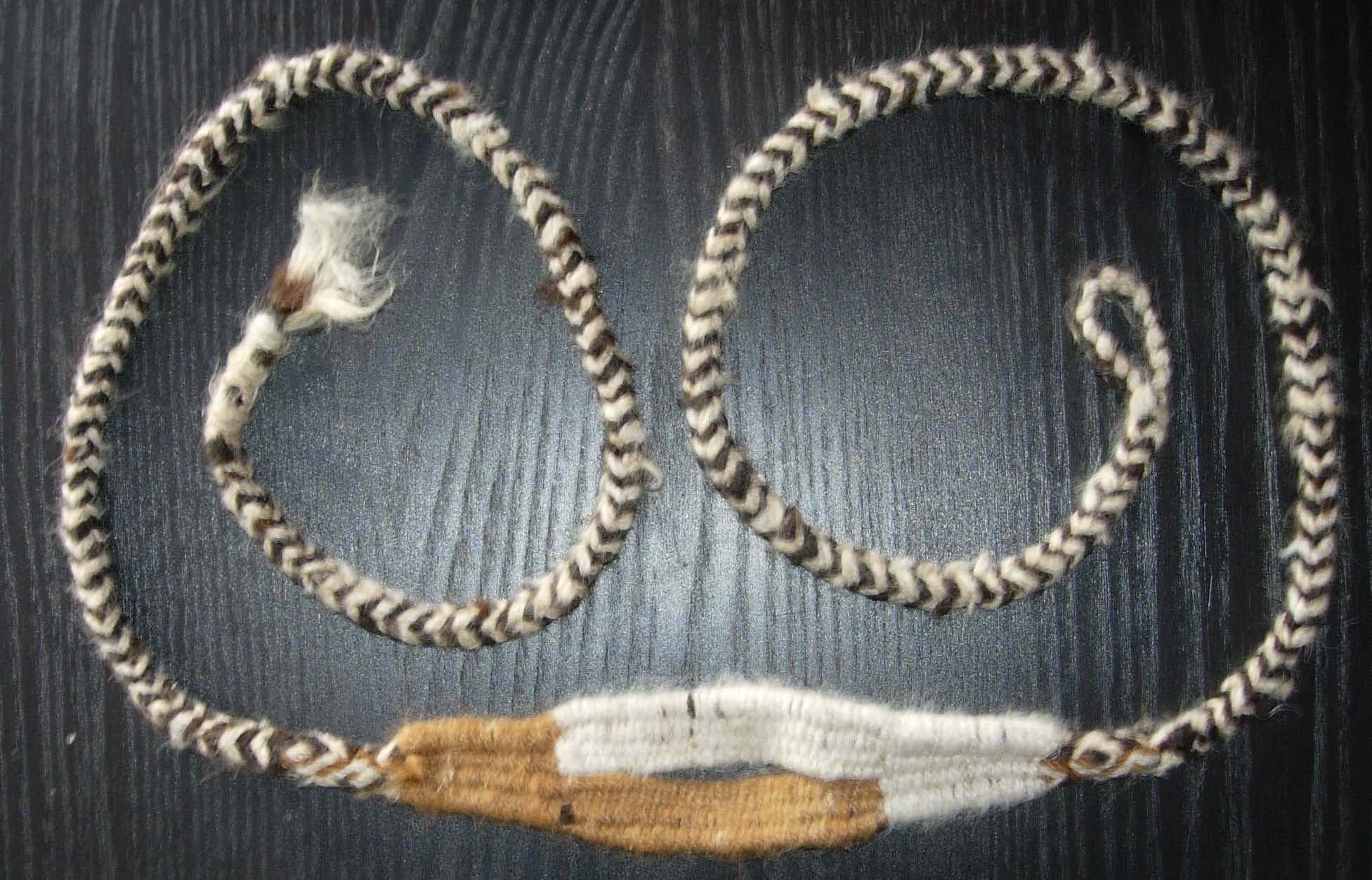
Honda andina hecha con lana de alpaca.

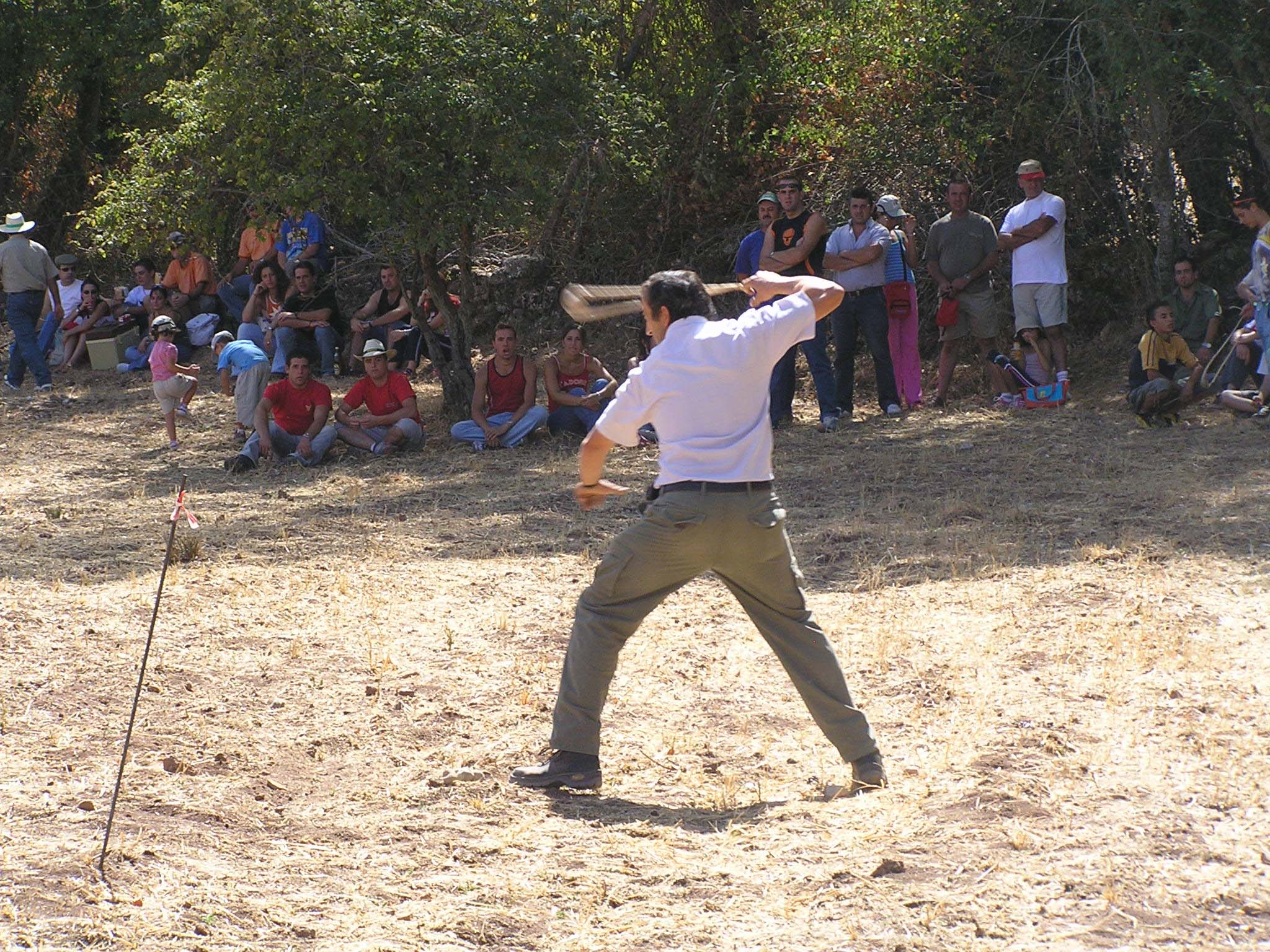
Competición de tiro con honda en el pueblo español de Charilla (provincia de Jaén).

Demostración del uso de una honda.

La honda es una de las armas más antiguas de la humanidad. Consiste básicamente en dos cuerdas o correas en cuyos extremos se sujeta un receptáculo flexible desde el que se dispara un proyectil. Agarrado el artilugio por los otros dos extremos opuestos, se le da varias vueltas de manera que el proyectil adquiera velocidad y después se suelta una de las cuerdas para liberarlo, alcanzando este gran distancia y poder de impacto. Los materiales empleados en su construcción son muy diversos, tradicionalmente cuero, fibras textiles, tendones, crin, etc. Los proyectiles pueden ser piedras naturales redondeadas, o labradas con bastante precisión, arcilla cocida o secada al sol, plomo moldeado, etc. Al tener un alcance mayor que el arco y la flecha fue una innovación en el mundo de las armas.
En el contexto de usos de entretenimiento y juegos infantiles, se emplea también el término «honda» para designar a lo que en varios países de Hispanoamérica se llama resortera y gomera, y en España, tirachinas. Sin embargo, este último es un instrumento de reciente aparición, ligada al uso del caucho. Está compuesto por el anillo donde va el dedo. La clásica está hecha de cuerda.

## Historia
El origen de la honda se remonta a los tiempos prehistóricos, quizás al final del Paleolítico, en el que se usaría exclusivamente como arma de caza. Pero las evidencias arqueológicas de su existencia corresponden ya a la época del Neolítico, cuando aparecen en el área de Oriente Próximo grandes cantidades de proyectiles de arcilla cocida, asociados a usos bélicos.
Como herramienta asociada al pastoreo la honda se usaría desde el Neolítico hasta nuestros días.

### Arqueología

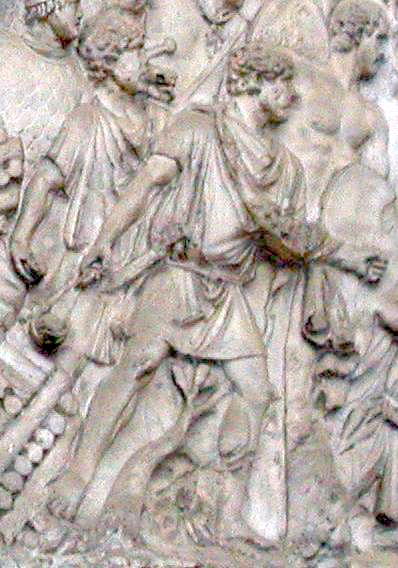
Honderos en la Columna de Trajano

Mientras que las piedras y los objetos de arcilla que muchos arqueólogos consideran balas de honda son hallazgos comunes en el registro arqueológico, las hondas propiamente dichas son raras. Esto se debe tanto a que los materiales de una honda son biodegradables como a que las hondas eran armas de bajo estatus, raramente conservadas en la tumba de una persona rica.
Las hondas más antiguas que se conservan -fechadas por radiocarbono en el año 2500 a. C.- se recuperaron en yacimientos arqueológicos sudamericanos de la costa de Perú. La honda norteamericana más antigua que se conserva -radiocarbono fechado en torno al 1200 a. C.- se recuperó en la Cueva de Lovelock, Nevada.
Las hondas más antiguas que se conocen del Viejo Mundo se encontraron en la tumba de Tutankamón, que murió hacia 1325 a. C. Se encontraron un par de hondas finamente trenzadas con otras armas. La honda estaba probablemente destinada a que el difunto faraón la utilizara para cazar.
Otra honda egipcia fue excavada en El-Lahun en Al Fayyum Egipto en 1914 por William Matthew Flinders Petrie, y ahora reside en el Museo Petrie de Arqueología Egipcia-Petrie la fechó en el año 800 a. C. Se encontró junto a una punta de lanza de hierro. Los restos están divididos en tres secciones. Aunque frágil, la construcción es clara: está hecha de cordel de fibra de líber (casi con seguridad de lino); los cordones están trenzados en un sennit elíptico de 10 hilos y la cuna parece haber sido tejida con los mismos tramos de cordel utilizados para formar los cordones.

### Viejo Mundo
En la antigüedad clásica, la honda fue usada por griegos, cartagineses, romanos, etc.
Fueron famosos en todo el orbe antiguo los honderos baleares, que eran contratados como mercenarios por los diferentes ejércitos de la Antigüedad. Eran entrenados desde la infancia en la destreza con la honda y llevaban tres tipos de distinta longitud, según la distancia de lanzamiento. Se decía que su precisión y potencia no tenían parangón.
El uso de proyectiles de plomo, inventado por los griegos, haría de la honda un arma temible dada su mayor potencia de impacto y alcance; a esto se unía el pequeño tamaño de los proyectiles, que eran capaces de penetrar en el cuerpo a la manera de una bala, además de hacerlos invisibles por el aire. Como arma de guerra, la honda se utilizaría todavía durante toda la Edad Media, llegando a convivir incluso con los primitivos cañones.

### América

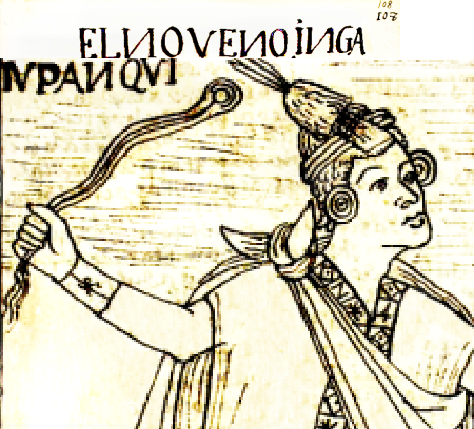
Pachacutec utilizando una huaraca u honda (dibujo del).

La honda también se usó en las Américas para la caza y la guerra. Un uso notable fue en la resistencia Inca contra los conquistadores españoles. Estas hondas, denominadas huaraca, suelen tener una "cuna" que es larga y delgada y presenta una hendidura relativamente larga. Las hondas andinas fueron construidas con colores contrastantes de lana; las trenzas complejas y la mano de obra fina pueden dar como resultado hermosos patrones. Estas hondas aparentemente eran muy poderosas; en el libro 1491: Nuevas revelaciones de las Américas Antes de Colón, el escritor Charles C. Mann citó a un conquistador diciendo que una honda inca "podría romper una espada en dos pedazos" y "matar a un caballo". Algunas hondas tenían una longitud de hasta 2,2 metros de largo y pesaban unos 410 gramos.
También se hicieron hondas ceremoniales; estas eran grandes, no funcionales y generalmente carecían de una hendidura. Hasta el día de hoy, las hondas ceremoniales se utilizan en partes de los Andes como accesorios en bailes y simulacros de batallas. También son utilizadas por los pastores de llamas; los animales se alejarán del sonido de un aterrizaje de piedra. Las piedras no se cuelgan para golpear a los animales, sino para convencerlos de que se muevan en la dirección deseada.

## Variantes

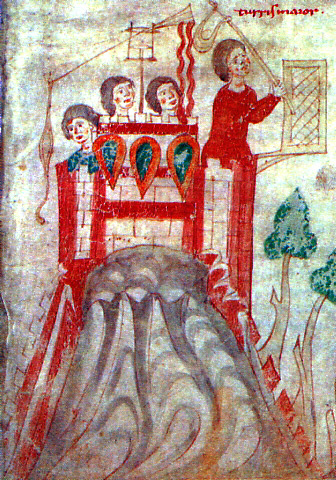
trebuchet medieval de tracción junto a un hondero de báculo.

### Honda de bastón
La honda de bastón, también conocida como honda de pentagrama, fustibalus (latín), fustibale (francés), consiste en un bastón (un trozo de madera) con una honda corta en un extremo. Una de las cuerdas de la honda está firmemente unida al bastón y el otro extremo tiene un lazo que puede deslizarse y liberar el proyectil. Las hondas de pentagrama son extremadamente poderosas porque el pentagrama puede llegar a medir hasta dos metros, creando una poderosa palanca. El arte antiguo muestra a los honderos sujetando las hondas de bastón por un extremo, con el bolsillo detrás de ellos, y utilizando ambas manos para lanzar los bastones hacia delante por encima de sus cabezas.
La honda de bastón tiene un alcance similar o superior al de la honda de pastor, y puede ser tan precisa en manos practicadas. En general, es adecuada para los proyectiles más pesados y las situaciones de asedio, ya que las hondas de bastón pueden alcanzar trayectorias muy pronunciadas para lanzarlas por encima de obstáculos como los muros de los castillos. El propio bastón puede convertirse en un arma de combate cuerpo a cuerpo en un combate cuerpo a cuerpo. La honda de bastón es capaz de lanzar proyectiles pesados a una distancia mucho mayor y con un arco más elevado que una honda de mano. Las hondas de bastón se utilizaron hasta bien entrada la era de la pólvora como lanzagranadas, y se emplearon en el combate entre barcos para lanzar incendiarios.

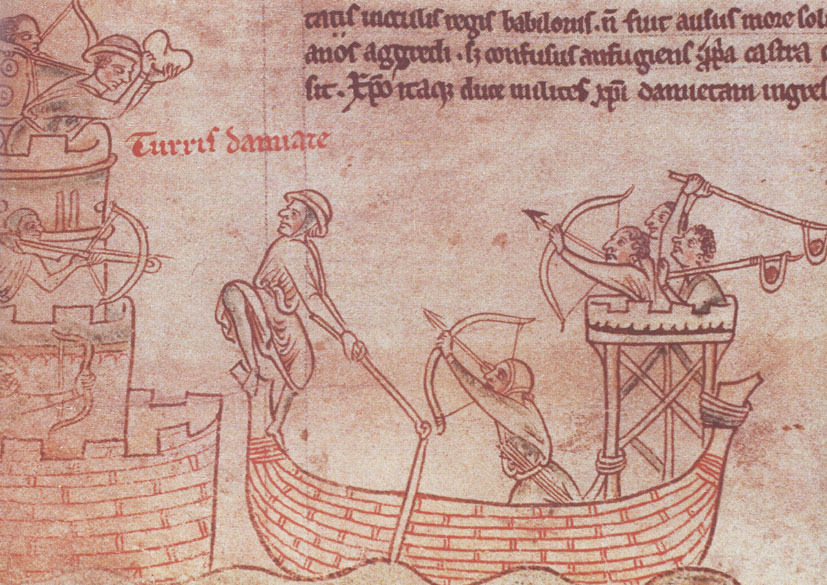
Hondas de bastón medievales (castillo de popa).

#### Piao Shi(piedra del torbellino)
Piao Shi (飃石, lit. 'piedra de torbellino'), también conocido como Shou Pao (手砲, lit. cañón de mano) durante el periodo de la Song, es el nombre chino de la honda de bastón. Consiste en una cuerda corta atada a un extremo de una vara de bambú de cinco chi, y suele emplearse en la defensa de asedios junto a lanzapiedras más grandes. Se representa y describe en el Ji Xiao Xin Shu (紀效新書).

### Kestros
El kestros (también conocido como kestrosphendone, cestrus o cestrosphendone) es un arma de honda mencionada por Livio y Polibio. Parece ser que era un pesado dardo lanzado desde una honda de cuero. Se inventó en el año 168 a. C. y fue empleada por algunas de las tropas macedonias del rey Perseo en la tercera guerra macedónica.

### Máquinas de asedio
El trebuchet de tracción era una máquina de asedio que utilizaba la fuerza de los hombres que tiraban de las cuerdas o la energía almacenada en un peso elevado para hacer girar lo que era, de nuevo, una eslinga de bastón. Estaba diseñado de tal manera que, cuando el brazo lanzador del trebuchet había girado lo suficiente hacia delante, un extremo de la eslinga se desprendía automáticamente y liberaba el proyectil. Algunos trebuchets eran pequeños y eran manejados por una tripulación muy reducida; sin embargo, a diferencia del onager, era posible construir el trebuchet a escala gigantesca: estos gigantes podían lanzar enormes rocas a distancias enormes. Los trebuchets son, en esencia, hondas mecanizadas.

## Construcción
Un cabestrillo clásico está trenzado con un material no elástico. Los materiales tradicionales son el lino, el cáñamo o la lana. Se dice que las hondas de los isleños baleares se hacían con pita. El lino y el cáñamo resisten a la putrefacción, pero la lana es más suave y cómoda. El poliéster es un material excelente para las eslingas modernas, porque no se pudre ni se estira y es suave y no tiene astillas.
Las cuerdas trenzadas se utilizan con preferencia a la cuerda retorcida, ya que un trenzado resiste la torsión cuando se estira. Esto mejora la precisión.
La longitud total de una honda puede variar. Un arnés puede tener eslingas de diferentes longitudes. Una eslinga más larga se utiliza cuando se requiere un mayor alcance. Una longitud de aproximadamente 61 a 100 cm (2 a 3,3 pies) es típica.
En el centro de la eslinga se construye una cuna o bolsa. Esta puede estar formada por un trenzado ancho del mismo material que las cuerdas o por la inserción de una pieza de un material diferente como el cuero. La cuna suele tener forma de diamante (aunque algunas adoptan la forma de una red), y se pliega alrededor del proyectil en uso. Algunas cunas tienen un orificio o hendidura que permite que el material envuelva ligeramente el proyectil, sujetándolo así con mayor seguridad.
En el extremo de uno de los cordones (llamado cordón de retención) se forma un lazo con el dedo. En el extremo del otro cordón (el cordón de liberación), es una práctica común formar un nudo o una lengüeta. El cordón de liberación se sujeta entre el dedo y el pulgar para soltarlo en el momento justo, y puede tener un trenzado complejo para añadir volumen al final. Esto hace que el nudo sea más fácil de sujetar, y el peso extra permite recuperar el extremo suelto de una honda descargada con un movimiento de muñeca.
La construcción trenzada resiste el estiramiento, y por lo tanto produce una honda precisa. Las eslingas modernas se comienzan trenzando el cordón para el bucle del dedo en el centro de un conjunto de cordones de doble longitud. Los cordones se doblan para formar el bucle del dedo. El cordón retenido se trenza a partir del bucle como un solo cordón hasta el bolsillo. A continuación, se trenza el bolsillo, la mayoría de las veces como otro par de cordones, o con trenzas planas o una red tejida. El resto de la eslinga, el cordón liberado, se trenza como un solo cordón, y luego se termina con un nudo o una lengüeta trenzada.

## Mecánica
Los poetas antiguos escribieron que las balas de honda podían penetrar las armaduras, y que los proyectiles de plomo, calentados por su paso por el aire, se fundían en vuelo.
En el primer caso, parece probable que los autores estuvieran indicando que las hondas podían causar lesiones a través de la armadura por un efecto de percusión (es decir, la energía de una bala de honda lanzada a gran velocidad causando una lesión por traumatismo en el impacto) más que por penetración. En este último caso, podemos imaginar que se impresionaron por el grado de deformación que sufrió la bala de plomo tras impactar en un objetivo duro.
Según la descripción de Procopio, la honda tenía un alcance efectivo mayor que el de un arco y una flecha hunos. En su libro Guerras de Justiniano, registró la muerte de un guerrero huno por un hondero:
"Ahora bien, uno de los hunos que luchaba antes que los demás estaba causando más problemas a los romanos que todos los demás. Y un rústico hizo un buen disparo y le dio en la rodilla derecha con una honda, e inmediatamente cayó de cabeza de su caballo al suelo, lo que animó aún más a los romanos."

### Munición

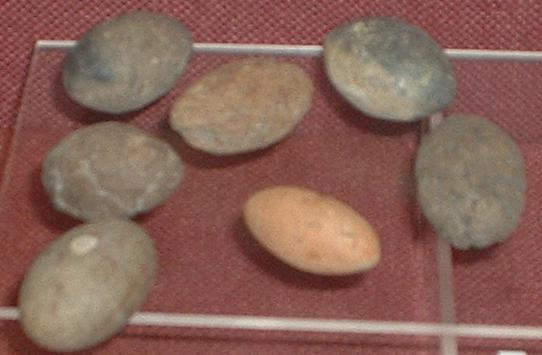
Proyectiles de honda de arcilla cocida y piedra encontradas en el Ham Hill Edad de Hierro Fuerte de la colina.

El proyectil más sencillo era una piedra, preferiblemente bien redondeada. La munición adecuada suele provenir de un río o de una playa. El tamaño de los proyectiles puede variar drásticamente, desde guijarros de no más de 50 gramos (1,8 oz) hasta piedras del tamaño de un puño de 500 gramos (17,6 oz) o más. El uso de estas piedras como proyectiles está bien atestiguado en el registro etnográfico.
Los posibles proyectiles también se fabricaban a propósito con arcilla; esto permitía una gran consistencia de tamaño y forma para ayudar al alcance y la precisión. Se han encontrado muchos ejemplos en el registro arqueológico.
La mejor munición era de plomo fundido. Los proyectiles de honda de plomo se utilizaban mucho en el mundo griego y romano. Para una masa determinada, el plomo, al ser muy denso, ofrece el mínimo tamaño y, por tanto, la mínima resistencia al aire. Además, los proyectiles de plomo son pequeños y difíciles de ver en vuelo; su impacto concentrado es también un mejor perforador de armaduras y puede penetrar mejor en un cuerpo.
En algunos casos, el plomo se fundía en un simple molde abierto hecho empujando un dedo o un pulgar en la arena y vertiendo el metal fundido en el agujero. Sin embargo, los proyectiles de honda se fundían con más frecuencia en moldes de dos partes. Estos proyectiles tienen varias formas, entre ellas la de un elipsoide que se asemeja mucho a una bellota; éste podría ser el origen de la palabra latina para designar una honda de plomo: "glandes plumbeae" (literalmente "bellotas de plomo") o simplemente "glandes" (que significa "bellotas", en singular "glande").
Otras formas son la esférica y la bicónica (la más común), que se asemeja a la forma de la cáscara de una nuez de almendra o de un balón de fútbol americano aplanado.
Los antiguos no parecen haber aprovechado el proceso de fabricación para producir resultados consistentes; los proyectiles de plomo varían significativamente. La razón por la que se favoreció la forma de almendra no está clara: es posible que haya alguna ventaja aerodinámica, pero parece igualmente probable que haya alguna razón más prosaica, como que la forma sea fácil de extraer de un molde, o el hecho de que descanse en una cuna de honda con poco peligro de rodar.  También es posible que la forma almendrada, no circular, haga girar la bala en vuelo en un efecto de helicóptero o de disco, lo que aumenta la distancia de vuelo.
Los proyectiles de plomo en forma de almendra solían tener una longitud de unos 35 milímetros (1,4 plg) y una anchura de unos 20 milímetros (0,8 plg), con una masa aproximada de 28 gramos (1 oz). Muy a menudo, los símbolos o las escrituras se moldeaban en balas de plomo para hondas. Se han encontrado muchos ejemplos, entre ellos una colección de unos 80 proyectiles de honda del asedio de Perusia en Etruria del año 41 a. C., que se encuentra en el museo de la moderna Perugia. Los símbolos incluyen un rayo estilizado, una serpiente y un escorpión, que recuerdan cómo una honda puede golpear sin previo aviso. La escritura puede incluir el nombre de la unidad militar propietaria o del comandante, o puede ser más imaginativa: "Toma esto", "Ay", "embaraza con esto" e incluso "Para el trasero de Pompeyo" añadían un insulto a la herida, mientras que dexai ('toma esto' o '¡coge! ') es meramente sarcástico.
Julio César escribe en De bello Gallico, libro 5, sobre el tiro de arcilla que se calienta antes de la honda, para que pueda prender fuego a la paja.

#### Proyectiles "silbantes"
Se han encontrado algunos proyectiles con agujeros perforados. Se pensaba que los agujeros eran para contener veneno. John Reid del Trimontium Trust, al encontrar proyectiles romanos agujereados excavados en el hillfort de Burnswark, ha propuesto que los agujeros harían que los proyectiles "silbaran" en vuelo y el sonido intimidaría a los oponentes. Los proyectiles agujereados eran generalmente pequeños y, por tanto, no eran especialmente peligrosos. Podían caber varias en una bolsa y un solo lanzador podía producir una andanada terrorífica. Los experimentos con copias modernas demuestran que producen un sonido silbante en vuelo.